# Аллпорт (Арканзас)
Аллпорт (англ. Allport) — місто (англ. town) в США, в окрузі Лоноук штату Арканзас. Населення — 86 осіб (2020).

## Географія
Аллпорт розташований на висоті 62 метри над рівнем моря за координатами 34°32′23″ пн. ш. 91°47′1″ зх. д. / 34.53972° пн. ш. 91.78361° зх. д. (34.539738, -91.783748).  За даними Бюро перепису населення США в 2010 році місто мало площу 0,45 км², уся площа — суходіл. В 2017 році площа становила 0,48 км², уся площа — суходіл.

## Демографія
Згідно з переписом 2010 року, у місті мешкало 115 осіб у 48 домогосподарствах у складі 28 родин. Густота населення становила 255 осіб/км².  Було 56 помешкань (124/км²). 
Расовий склад населення:
| - 80,9 % — чорних або афроамериканців - 11,3 % — білих |

До двох чи більше рас належало 7,8 %. Іспаномовні складали 0,0 % від усіх жителів.
За віковим діапазоном населення розподілялося таким чином: 21,7 % — особи молодші 18 років, 59,2 % — особи у віці 18—64 років, 19,1 % — особи у віці 65 років та старші. Медіана віку мешканця становила 44,8 року. На 100 осіб жіночої статі у місті припадало 101,8 чоловіків;  на 100 жінок у віці від 18 років та старших — 80,0 чоловіків також старших 18 років.
Середній дохід на одне домашнє господарство  становив 29 879 доларів США (медіана — 22 222), а середній дохід на одну сім'ю — 32 380 доларів (медіана — 28 750). За межею бідності перебувало 44,4 % осіб, у тому числі 60,6 % дітей у віці до 18 років та 65,5 % осіб у віці 65 років та старших.
Цивільне працевлаштоване населення становило 53 особи. Основні галузі зайнятості: виробництво — 43,4 %, освіта, охорона здоров'я та соціальна допомога — 28,3 %, роздрібна торгівля — 9,4 %, публічна адміністрація — 9,4 %.
За даними перепису населення 2000 року в Аллпорті проживало 127 осіб, 30 сімей, налічувалося 44 домашніх господарств і 59 житлових будинків. Середня густота населення становила близько 254 осіб на один квадратний кілометр. Расовий склад Аллпорта за даними перепису розподілився таким чином: 5,51% білих, 94,49% — чорних або афроамериканців.
З 44 домашніх господарств в 18,2% — виховували дітей віком до 18 років, 25,0% представляли собою подружні пари, які спільно проживають, в 29,5% сімей жінки проживали без чоловіків, 31,8% не мали сімей. 31,8% від загального числа сімей на момент перепису жили самостійно, при цьому 15,9% склали самотні літні люди у віці 65 років та старше. Середній розмір домашнього господарства склав 2,89 особи, а середній розмір родини — 3,77 особи.
Населення міста за віковим діапазоном за даними перепису 2000 року розподілилося таким чином: 26,8% — мешканці молодше 18 років, 9,4% — між 18 і 24 роками, 26,0% — від 25 до 44 років, 23,6% — від 45 до 64 років і 14,2% — у віці 65 років та старше. Середній вік мешканця склав 34 роки. На кожні 100 жінок припадає 92, 4 чоловіків, при цьому на кожні сто жінок у віці 18 років та старше припадало 89,8 чоловіків також старше 18 років.
Середній дохід на одне домашнє господарство в місті склав 17 500 доларів США, а середній дохід на одну сім'ю — 18 333 долара. При цьому чоловіки мали середній дохід в 23 125 доларів США в рік проти 0 доларів середньорічного доходу у жінок. Дохід на душу населення в місті склав 18 685 доларів на рік. Всі родини мали дохід, що перевищує рівень бідності, 32,5% від усієї чисельності населення перебувало на момент перепису населення за межею бідності, при цьому 52,4% з них були молодші 18 років і 48,4% — в віці 64 років та старше.